# 29690 Nistala
29690 Nistala è un asteroide della fascia principale. Scoperto nel 1998, presenta un'orbita caratterizzata da un semiasse maggiore pari a 2,3998494 UA e da un'eccentricità di 0,0537127, inclinata di 8,98646° rispetto all'eclittica.